# De Dannan

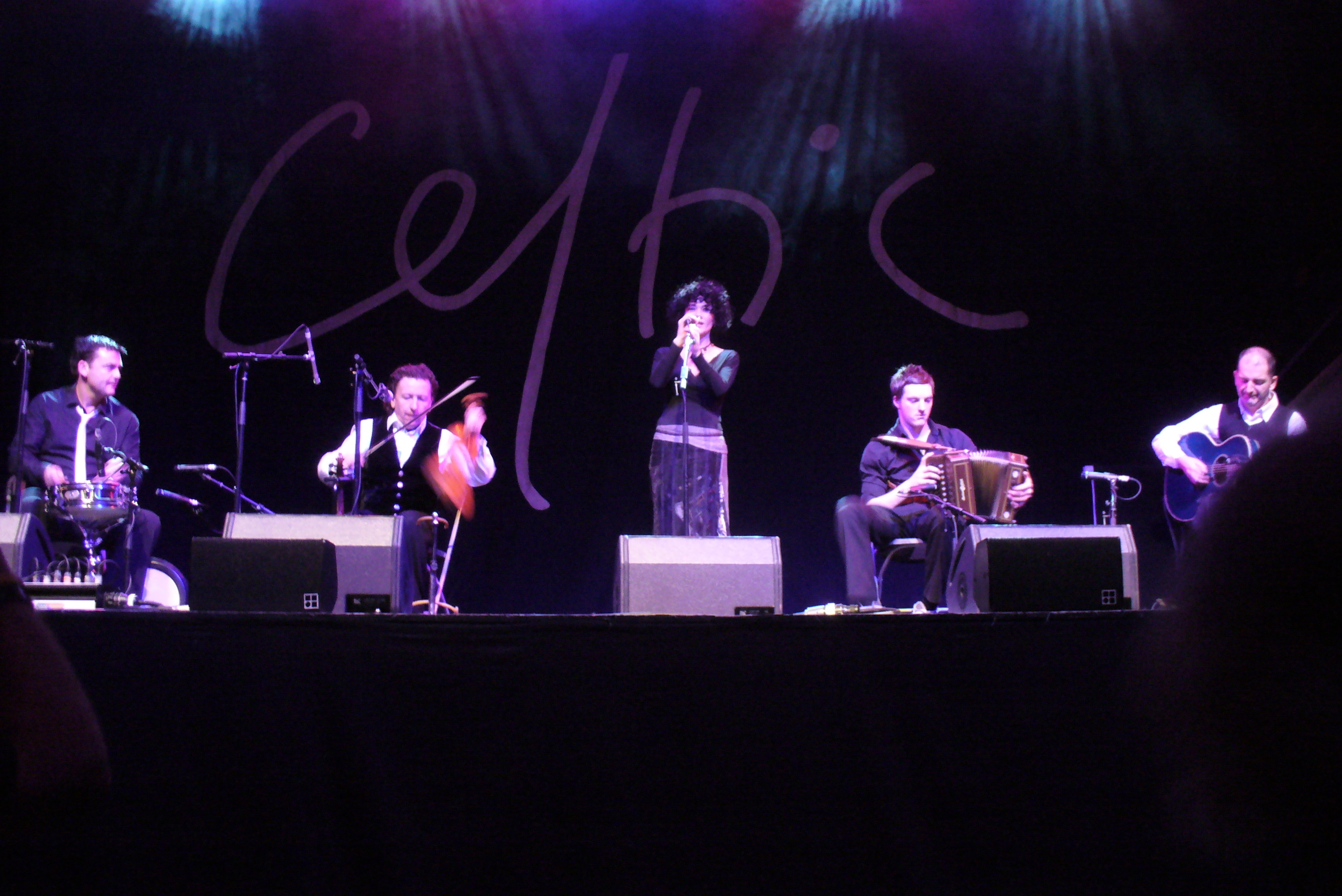
De Dannan

De Dannan is een van de bekendste traditionele groepen van Ierland. De Dannan werd in 1974  in County Galway opgericht door Frankie Gavin, Alec Finn, Johnny McDonagh and Charlie Piggott. Dolores Keane werd de eerste zangeres van de groep, later werden de vocalisten: Mary Black, Maura O' Connell, Johnny Moynihan, Eleanor Shanley en de laatste was Tommie Fleming. Bij "The Mist covered Mountain", "The Star Spangled Molly" en "Song for Ireland" speelde Jackie Daly op de knopaccordeon. Hij verliet de band om bij Patrick Street te gaan spelen. De bijnaam van de bodhránspeler Johnny McDonagh was Ringo. De groepsnaam werd om onduidelijke redenen gewijzigd van De Danann naar De Dannan. De laatste opnames waren meestal een mix van oude en nieuwe nummers, hetgeen ook te merken was bij de lijst van de medewerkers.  
De laatste vaste bezetting was:
- Frankie Gavin - fiddle, fluit
- Alec Finn - bouzouki, gitaar
- Colm Murphy - bodhrán
- Arty McGlynn - gitaar
- Aidan Coffey - accordeon
- Tommie Fleming - zang

## Discografie
- De Danann (1976)
- Selected Jigs Reels & Songs (1978)
- Banks of the Nile (1980)
- The Mist Covered Mountain (1980)
- The Star-Spangled Molly (1981)
- Best of De Danann (1981)
- Jacket of Batteries (1983)
- Song for Ireland (1983)
- Anthem (1985)
- Ballroom (1987)
- Half Set in Harlem (1991)
- Hibernian Rhapsody (1996)
- How The West was Won 1 & 2 (1999)
- Welcome To The Hotel Connemara (2000)